# Les Étrangers (film, 1969)
Pour les articles homonymes, voir Les Étrangers (homonymie).
Pour plus de détails, voir Fiche technique et Distribution.
Les Étrangers est un film franco-italo-germano-espagnol réalisé par Jean-Pierre Desagnat, sorti en 1969.
C'est un polar de série B, influencé par le genre western.

## Synopsis
L'attaque d'une banque au milieu d'un désert par une bande, avec un assassin à sa tête, Kaine, qui rencontre durant sa cavale un couple lui aussi traqué, Chamoun et May, eux-mêmes surveillés par le chef de la police, Blade, cruel et expéditif.

## Fiche technique
- Titre : Les Étrangers
- Réalisation : Jean-Pierre Desagnat
- Supervision : André Hunebelle
- Scénario : Jean-Pierre Desagnat et Pascal Jardin, d'après le roman d'André Lay, L'Oraison du plus fort (Fleuve Noir, 1967)
- Dialogues : Pascal Jardin
- Photographie : Marcel Grignon
- Son : René-Christian Forget
- Musique : François de Roubaix
- Montage : Colette Lambert
- Sociétés de production : Production Artistique et Cinématographique - Dear Film Produzione - Roxy Film GmbH -  Société Nouvelle de Cinématographie
- Tournage : du 7 novembre 1968 au 6 janvier 1969
- Pays de production :  France  Italie  Allemagne de l'Ouest  Espagne
- Genre : Thriller
- Durée : 86 minutes
- Date de sortie : 
  - France : 11 juin 1969

## Distribution
- Michel Constantin : Chamoun
- Senta Berger : May
- Hans Meyer : Blade
- Julián Mateos : Kaine

### Anecdotes
- L'un des policiers est doublé par Jacques Balutin[réf. nécessaire]